# Польман
Польман (нем. von Pohlmann) — дворянский род и фамилия.

## Происхождение и история рода
Происходил из древнего дворянства Вестфалии, откуда предки его переселились сначала в Польшу, затем в Лифляндию и, наконец, в Швецию. За оказанные Шведскому правительству услуги, король Густав Адольф пожаловал Георгу Польману (бывшему крейсгауптманом) Оттельские вотчины в Вейсенштейне. Внуки Георга — Иоганн и Густав состояли также в Шведской службе офицерами и в 1650 году возведены в дворянское достоинство.
В 1754 году Вильгельм-Рейнгольд Романович Польман (1727—1795) — егермейстер, генерал-поручик), бывший тогда крейсгауптманом, предъявил в «Матрикул-комиссию Эстляндской губернии» доказательства своего дворянского происхождения и, вместе с братьями: Отто — корнетом и Густавом — подполковником русской службы внесен был в дворянский матрикул этой губернии.

## Представители рода
- Польман, Вильгельм-Рейнгольд Романович (1727—1795) - генерал-поручик, его дети:
  - Катарина (1758—1831)
  - Грегор (1767—1806), майор
    - Польман, Алексей Григорьевич — Георгиевский кавалер; подпоручик; № 4165; 21 апреля 1828.

  - Отто Генрих (1770 — ?), наследник усадьбы Кодила и поместья Кассеверре
  - Маргарет (? — 1800)

Польман Александр Иванович (1905-1964)
- - Рейнхольд Вильгельм (? — 1813) — Георгиевский кавалер, майор
  - Питер (? — ?), майор
    - Польман, Василий Петрович — Георгиевский кавалер; полковник; № 5368; 6 декабря 1836.